# Nashville, Illinois
Nashville là một thành phố thuộc quận Washington, tiểu bang Illinois, Hoa Kỳ. Năm 2010, dân số của thành phố này là 3258 người.

## Dân số
Dân số qua các năm:
- Năm 2000: 3147 người.
- Năm 2010: 3258 người.